# Muralles de Peratallada
Les Muralles de Peratallada és una obra de Forallac (Baix Empordà) declarada Bé Cultural d'Interès Nacional.

## Descripció
Edificació militar.- La vida medieval de Peratallada posseïa un sistema defensiu format per tres recintes de muralla; el principal tenia el castell-palau al centre i els altres dos eren grans avançades o barbacanes vers N i E. La muralla, amb alts llenços i torres, era protegida per valls molt pregons excavats a la roca que subsisteixen en diferents indrets, i són l'element més singular. Els sectors ara més vistents de les muralles són al N i NW del poble; els fragments més grans pertanyen al recinte N i també en part al recinte principal que envolta el castell i el seu barri immediat. A l'extrem N de la vila hi ha un extens llenç amb torres rectangulars en el qual hi ha "el Portal de la Verge", força ben conservat; per entrar-hi cal passar per un pont sobre el fossat que en aquest indret és on es conserva millor. Al sector NW hi resta una torre cilíndrica, murs i valls i "la Torre de les Hores", quadrada, agençada tardanament per a cloquer. Destaca també una altra torre quadrada al tram W del recinte principal; altres diversos elements de la fortificació es poden veure a la part oriental del recinte i dins el nucli de la vida entremig d'edificis més tardans. Hi predominen els paraments de grans carreus.

## Història
Segons que sembla en documents del segle X ja apareix el topònim "Petra scissa" o "Petra tallada", el qual es repeteix profusament, amb poques variacions en textos posteriors a partir del segle xi. Al terme de Peratallada hi ha testimonis de poblament preromà i romà, alguns a pocs metres de la vila medieval com el jaciment iberoromà del Mas de Bou Negre, vora l'església, i el d'època romana de Ca N'Aliu. Al subsòl del castell hi són evidents habitacions i altres diverses estructures tallades a la roca natural i hi aparegueren material preromans juntament amb d'altres de medievals. Representa un enigma l'època en què fou tallat el sòcol de roca natural del castell i el gran fossat, almenys en llur par més primitiva, els quals semblen haver contribuït a donar nom al lloc.
El primer personatge documentat del llinatge feudal que senyorejà i prengué el nom del lloc és Guillem de Peratallada qui assistí a un judici l'any 1039. Vers el 1249 Guillema de Peratallada, que hi havia heretat el senyoriu del ser germà Ponç, casà amb Gilabert de Cruïlles. D'aquesta forma eixí el llinatge dels Cruïlles-Peratallada, bressol de personatges notables i de diferents branques laterals, i es creà el domini territorial centrat a Peratallada que, al Baix Empordà, s'estenia des del mar (Begur) als cims de les Gavarres (Sant Cebrià dels Alls).